# Протипанцерна бригада «Вільна Україна»
Протипанцерна бригада «Вільна Україна», нім. Panzerjagd-Brigade Freie Ukraine — військова частина Української Національної Армії у складі Вермахту під час Другої світової війни. Створена з ініціативи Фюрунґ-Гавмтамту 22 лютого 1945 року в порозумінні з генералом Павлом Шандруком.

## Формування
Кадровою основою бригади стали українці-пожежники з Берліна. З-поміж них було відібрано 500 чоловік для формування майбутнього куреня бригади. Формувати її викликали полковника Генерального Штабу УНА Петра Дяченка, що в тому часі командував третім українським пішим полком, який 21 лютого 1945 року прибув до Берліна, разом зі своїм ад'ютантом поручником В. Гладичем. Серед пожежників було доволі велике число колишніх підстаршин радянської армії, натомість старшин майже не було. 22 лютого 1945 полковник Дяченко в товаристві німецького капітана приїхав до одного з відділів протипожежників. На майдані було вишикувано понад 500 осіб. По короткій промові, в якій полковник Дяченко з'ясував ціль свого приїзду, і запропонував усім, які бажали битися в лавах Української Національної Армії проти червоних, виступити. До УНА зголосились всі 500 чоловік. Аби не руйнувати відділу протипожежників дозволено взяти тільки 75 людей. Дяченко відібрав своїх земляків — полтавців з Миргородщини. Майже те саме повторювалося й по інших відділах.
25 лютого 1945 року відділ з 500 осіб було перевезено з Берліна до міста Німегка, за сорок кілометрів на захід від Берліна на дальше формування й вишкіл.
В одному зі своїх спогадів майор Володимир Гладич подає такі відомості про особовий склад та повсякденні будні бригади:
- Бригаду було сформовано з полонених українців, колишніх вояків Червоної армії та з допоміжних поліцейських батальйонів. Приймали виключно колишніх вояків, причому підстаршинам і старшинам на місці роблено короткі усні іспити. Знаю те тому, що я належав до комісії набору від першого дня організування Бригади. У Бригаді було до 80 % придніпрянців.

- Бригада ніколи не мала німецької назви, бо з німцями жодних зносин не вдержувала, аж до часу прибуття на фронт в Чехії.

- Під час організаційно-вишкільного (Німегк) і вишкільного (Ґляц) періодів, Бригаду підпорядковано виключно Командувачу УНА генералові П. Шандрукові, який в організаційно-вишкільному часі (майже 6 тижнів) в Німегку відвідав Бригаду 3 рази.

- Генерал Шандрук призначив командиром Бригади Генерального Штабу полковника П. Дяченка.

- Харчі до Бригади довозилися німецьким транспортом, але розподіляли їх виключно українські старшини.

- Команди впоряду та бойових вправ подавалась лише українською мовою.

- Для листування зі Штабом УНА вживалося українського штампу «Штаб Окремої Протипанцерної Бриґади УНА».

- Внаслідок заходів ген. П. Шандрука Бригаду було приділено до групи Армій Німецького Середнього Фронту, яким командував фельдмаршал Шернер, безпосередньо до Панцерного Корпусу ген. графа фон Штравхиця, і там Бригаду в повній мірі забезпечено технічними матеріалами.

- Так само, під час перебування Бригади на фронті до неї не було приділено жодних німецьких зв'язкових, командири куренів і сотень та всі старшини на відповідальних становищах бездоганно говорили німецькою мовою.

## Структура
У Німегку було сформовано перший курінь бригади в складі трьох мисливських сотень, підстаршинської сотні, кулеметної, мінометної й господарчої чот. Сотня складалася з 5-ти мисливських роїв, в кожному рої 21 людина. Командиром роя мав бути старшина, або підстаршина зі старшинськими правами та двох заступників. Таку організацію були накинули німці на взір їхніх власних протипанцерних
частин і подібну до організації парашутних відділів. З першого вже таки дня відчувся великий брак старшин, навіть на пости командирів сотень, не говорячи вже про призначення на командирів роїв. На командира вишкільної сотні було призначено поручника Гладича, на решту сотень — поліційські старшини, прекрасні муштровики, але не обізнані зі службою в полі. На чотах — вогневі підстаршини.
Майже з першого дня навчань відчувалася потреба проробити з командирами сотень і з командирами вогневих чот їхні програми. Ці заняття займали багато часу, але вже за декілька днів старшини розуміли свого командира, а він їх. Наприкінці лютого, з Берліна стали прибувати дезертири з пожежних відділів, з яких почали формувати 2-й курінь.
З квітня 1945 року бригаду завантажено в ешелони й підвезено ближче до фронту до міста Ґляц. Під час переїзду до штабу бригади було прикомандировано німців, капітана та двох підстаршин, які зі свого приділу у вагоні не виходили й не втручались до жодних справ. Ще в Німегку до бригади почали прибувати ще старшини з Праги, яких надсилав генерал Шандрук — переважно старі емігранти й від полковника Дацька з колишньої радянської армії, а також масово пожежники з Берліна.
У Ґляцу, як і в Німегку курені вишколювались за програмою складеною від полковника Дяченка. Німці до справ вишколу не втручались. Тут же перевів докладну інспекцію обох куренів генерал граф фон Штравхиць. Він визнав вишкіл достатнім і наказав сформувати моторизовану сотню, для якої незабаром прислав мотоцикли, й наказав бути готовими до виїзду на фронт. Поповнення, яке надходило з Праги, здебільшого не відповідало бригаді. Старшини — старі емігранти після пари навіть нефорсованих вправ хворіли і їх відсилали назад. Основа — це був здебільшого молодняк 16—17 років, серед яких вибиралося сильніших фізично, а решту до Праги. З новоприбулих з Берліна та молодняка з Праги було сформовано 3-й курінь. Бригада в той час налічувала понад 2000 людей.
12 квітня 1945 бригада мала такий склад:
- командир бригади — полковник Дяченко
- ад'ютант — поручник Юрків
- командир 1-го куреня — сотник Фурс
- командир 1-ї сотні — хорунжий Гончарук
- командир 2-ї сотні — хорунжий Максименко
- командир 3-ї сотні — хорунжий Дмитренко
- старшина для доручень — сотник Арсенів
- командир 2-го куреня — пор. Гладич
- старшина для доручень — хорунжий Матківський
- командир 4-ї сотні — Кириленко
- командир 5-ї сотні — (невідомий)
- командир 6-ї сотні — Федоренко
- командир 3-го куреня — поручник Старовійт
- командир вогневого куреня — (невідомий)
- командир мотосотні — хорунжий Іваненко
- господарчий відділ — хорунжий Яременко
- чота жандармів — сотник Сокальський
- чота санітарна — німець лікар і 6 санітарок-українок.

Начальником штабу було призначено поручника Татарського, який майже два тижні блукав по Німеччині, а до бригади не знайшов дороги. Майже в 100 % бригада складалася з добровольців, що були приготовані до найважчих завдань. Майже всі стрільці були молодші 23 років. Сотні складалися за принципами земляцтва, як от наприклад: до першої сотні належали миргородці, до 2-ї лубенці, 3-тя сотня чернігівці. Були рої, що складалися не тільки з земляків, але дуже часто зі споріднених поміж собою. До своїх відділів вони ставилися з великою любов'ю й кожне завдання намагалися виконувати якнайкраще. Бригада, майже зовсім незалежна в стадії вишколу від німців, стрільцям імпонувала, а постійні похвали на інспекціях приймали, як заслужену належність. Звідси й родилась віра у своїх командирів. Особливо було підібрано 1-й курінь, він був найкраще вишколений, у 2-му курені вирізнялась 4-та сотня, так звана «УПА», бо кадрами були 32 упісти, які долучились до бригади в районі Ґляцу.

## Озброєння
1-й курінь був озброєний штурмовими гвинтівками. Для 2-го куреня не знайшлося такої зброї й було озброєно звичайними гвинтівками. Кулеметники мали два тяжкі кулемети, мінометники два міномети.

## Заприсяження
28 березня 1945, бригаду відвідав генерал Шандрук, який від вояків прийняв присягу на вірність Україні. Після присяги курені промарширували перед генералом, сотні рушили на вправи. Того таки дня, на спеціальне запрошення, приїхали бандуристи Китастого, які ввечері дали концерт. Козакам бригади подобався «Марш Україна» і вже другого дня вишкільна сотня поручника Гладича співала, підкреслюючи слова: «Бий до останнього свого набою, за Україну поляж головою!!!» Перед виїздом генерал Шандрук указав на цілу низку недоопрацювань у вишколі. Другого дня по присязі приїхав німецький генерал, якому під руки попалась вишкільна сотня Гладича, з якою він пробув майже до полудня. Від нього вояки довідались, що чогось подібного він не бачив від 1941 року і що він, старий вояк, відпочив, споглядаючи сотні на муштрі.

## Відносини з німцями
Майже перед самим виїздом на фронт до бригади було приділено 4 старшини Вермахту — всі з німецьких протипанцерних частин. При штабі залишився майор Мартин. Офіційно вони звалися зв'язковими і як такі не втручалися до вишколу, а пізніше вже на фронті й до бойових наказів. Взагалі зі своїми німцями бригада не мала клопоту, бо навіть за такими дрібницями, як горілка, мусили звертатися до командира бригади, бо без його підпису не могли отримати з магазину.

## Бойовий шлях

### Бій за Бауцен
15 квітня 1945 бригаду забрано по тривозі й навантажено в три ешелони, які відправлено на фронт. Першим транспортом від'їхав штаб бригади, 1-й курінь та мотосотня. Ввечері того ж дня, не доїжджаючи 12 кілометрів до Бауцена, транспорт було обстріляно кулеметним і гарматним вогнем. За наказом командира бригади 1-й курінь, просто з вагонів, пішов у наступ і відкинув ворожі патрулі поза перші висоти. Відомості про ворога були, що Бауцен оточений і борониться.
Завданням бригади було — втримати зайняті позиції й не допустити до розширення прориву. Бригада ввійшла в склад корпусу «Герман Ґеринґ». Впродовж ночі розвідка з'ясувала перебіг фронту ворога й пов'язались із сусідами. Бригада двома куренями зайняла становища, 3-й був у резерві. Ворог тримався пасивно й тільки час від часу гарматним вогнем обстрілював район розташування бригади.
17 квітня 1945 бригада отримала наказ сильними відділами перевести розвідку в напрямку Бауцена й пов'язатись із німцями, що боронилися в оточеному місті. Завдання це було доручене 4-й сотні «УПА», мотопатрулям і 2-й сотні. Завдання це було виконане патрулем 2-ї сотні, яка знищивши два танки Т-34, прорвалася в Бауцен, з якого припровадили двох німців із «фолькштурму», що обороняли місто. Тут уже почався клопіт із «сотнею УПА», яка замість на тили ворожі продерлась на власні і над вечір другого дня знайшлася за 20 км від фронту.
Командир сотні виправдовувався тим, що він не може воювати з радянськими танками, бо там можуть бути українці. Припертий командиром бригади — признався, що має наказ «друга Омелька» (псевдо зв'язкового з уряду УГВР, до Штабу генерала Шандрука — Петренко) за жодних обставин не встрявати в бій. На перший раз Петро Дяченко пробачив, з попередженням, що як щось подібне повториться, то буде без сумніву розстріляний. Хлопчина опинився у скрутному становищі, бо мав аж два командири, і не знав чиї накази виконувати.
22 квітня 1945 ввечері 3-тя сотня з наказу командира куреня сотника Фурса перейшла в наступ, посунула ворога з його позицій та зайняла залізничну станцію. Взято 12 полонених і вагон із тютюном.
23 квітня 1945 бригада двома своїми куренями, за незначного ворожого опору, просунулась на 5 км вперед і затрималась, не доходячи до автобану Дрезден — Бауцен. Однак бригада була відрізана від основних німецьких частин.
В наступі патрулі мотосотні оточили з півтора десятка ворожих піхотинців, які по короткій стрілянині покидали зброю, а їхній командир утік до пивниці й на пропозицію скласти зброю відповідав стрілами з автомата. Незабаром приїхав командир бригади, який наказав узяти живого. Було кинуто дві сльозоточивих гранати — не помогли, душився без повітря, але відповідав стрілами, доки дві бойові не урвали його життя. Цей герой виявився грузином за національністю, груди всі в орденах від Леніна до Слави включно.
27 квітня 1945 донесли патрулі, вислані ще попереднього дня, що на передпіллі великий рух. Шосейний шлях, що веде з Бауцена на Дрезден, заповнений відступальною піхотою й обозами. На світанку того ж дня на відтинок 1-го куреня прибув командир бригади та з власної ініціативи наказав наступ 2-й і 3-й сотням. Наступ цей заламався в кулеметному й мінометному вогні ворога, що перейшов навіть до протинаступу, прорвав оборонну лінію 1-ї сотні й почав виходити на тили бригади. Десь перед 8-ю годиною, від штабу бригади прийшло донесення, що ворог загрожує вже безпосередньо штабові. Командир бригади, наказавши командирам куренів триматись далі, а сам зі своїм фольксваґеном бічними дорогами й полями дістався до штабу, зібравши всіх вояків, що були під руками включно до штабовиків і німецьких шоферів (тоді бригада мала вже дві приділених німецьких автоколони), з тією збираниною перейшов у контрнаступ, який провадив особисто, не злазячи з машини. Залишивши понад 30 забитих, ворог почав відступати, густо застеляючи поле своїми трупами. По виході на лінію власних сотень, щоб не дати ворогові отямитись командир бригади наказав перейти в наступ 5-й і 6-й сотням який провадив особисто поручик Гладич.

### Захоплення до полону Лілевського
Ворог не витримав цієї бравурної атаки й почав здаватись. Майже в тім самім часі, з власної ініціативи, перейшла в наступ і 2-га
сотня. Майже все передпілля забіліло простирадлами а то сорочками, що їх червоні підносили на багнетах. Пробували комісари й командири червоних стріляти у власних людей, але вони всі були знищені своїми. До 11-ї години ранку бригада мала вже такі трофеї: понад 300 полонених рядових, 10 офіцерів, переважно молодших лейтенантів, командира дивізії полковника Лілевського, 4 протипанцерні гармати, 5 полкових мінометів, коло 20 кулеметів, велику кількість гарматної й рушничної амуніції й понад 200 пар коней разом з возами, навантаженими різним військовим майном.
Був уповні розбитий 19-й піший полк 7-ї польської дивізії, в складі якої 25—30 % було не поляків, а командний склад від командира сотні й вище — не поляки. Були серед полонених й українці (до 50 людей), які вже того дня увійшли в склад бригади. Завданням того полку було прикрити відступ дивізії з-під Бауцена. Причиною масового здавання в полон була неможливість відступу. Патрулі й частина 1-ї сотні, що лишились на тилах ворога, з лісків і будівель вогнем (кулеметів) не давали можливості відступу ворожим частинам. Одночасно з наступом вояків «Вільної України» приїхали 6 німецьких «квочок» (автоматичні 37 мм гарматки на панцерних автах), які у великій мірі причинилися до розбиття 7-го полку.

## «Залізний хрест» за перемогу
Після полудня того ж таки дня (27 квітня), приїхав до штабу бригади командир корпусу і особисто причепив командирові бригади «залізний хрест», наказавши подати список старшин і козаків для відзначень. Командир корпусу сам запросився до вояків бригади на вечерю, щоб краще запізнатися з воїнами, його цікавила частина, яка в 6-му році війни ще хоче воювати. Майже до капітуляції командир корпусу «Герман Ґеринг» був щоденним гостем бригади. Завдяки йому, в пізніших часах бригада була переміщена й відійшла за Ельбу, що хоч частково урятувало її особовий склад. Багато допоміг сфабрикований воїнами бригади наказ від ген. Шандрука, аби бригада йшла на злучення з 1-ю Дивізією.
В годинах після полудня почали прибувати полонені та підвозити трофеї. Привезли й пораненого командира ворожої дивізії. Одягнутий в польську уніформу. Ще на фронті відмовився від перев'язки, те саме зробив і при штабі. Підійшов командир бригади і заговорив з ним польською — відповів російською, польської мови майже не знав.
Запропонував йому горілку, а знаючи, що радянські люди не визнають чарок — налив до склянки. Випивши, він подякував і попросив ще півсклянки. Далі Петро Дяченко наказав робити перев'язку. Котрийсь з автоматників бригади влучно поцілив, бо дві кулі мав по ногах і три по ребрах. Не хотів спочатку вірити, що його полк розбили три сотні «Вільної України», які цілковито не мали тяжкої зброї. Майже до вечора проговорив з командиром Дяченком та цікавився, що бригада робить з полоненими. На запитання полковника Дяченка, «а якби я до вас попав в полон» — «Краще не будемо про це говорити…» Наступного дня був відісланий до штабу корпусу, а перед тим просився, аби його лишити при бригаді та не відсилали до німців.

### Нове озброєння
У бригаді розпочався рух, вогневий курінь — нарешті мав зброю, дістали 2 коні. 2-й курінь озброївся радянськими автоматами. У сотнях набралися певності й минув той страх перед більшовиками. Трапилось декілька трагічних випадків, коли вночі вояки бригади на вигук «Стій, гасло!», не дочекавшись відповіді відкривали вогонь по німцях. Відтинок бригади був обставлений таблицями, якими заборонялось німцям нічний рух в районі бригади.

### Дезертирство 4-ї сотні
2 травня 1945, з наказу корпусу, бригада перейшла в наступ. Зламала легкий опір, вийшла на наказану лінію. Всі сотні знайшлися на своїх місцях, бракувало знову тільки 4-ї «УПА», яка, виконуючи накази свого провідника, здезертирувала. Розіслані розвідники мотосотні знайшли її за 16 кілометрів від штабу бригади на власних тилах. Відчуваючи скорий кінець війни, командир бригади боронив перед німцями командира сотні, які вимагали віддачі його під суд, який звичайно виніс би присуд на розстріл. Тим провідником в той час був священик, який взявся не за своє діло.

### Бій за Ельбу
5 травня 1945 командир бригади був викликаний до штабу корпусу, в якому Отто Скорцені поінформував, що на його особисте прохання, командувач фронту дав дозвіл бригаді відійти на лінію ріки Ельби й далі йти на злучення з Дивізією «Галичина». Бригада в той час була частково моторизована. Майже одночасно на північ від бригади почалась потужна гарматна підготовка. На північ від Дрездена Червона армія проривала фронт в напрямку на Прагу. Після цілонічного маршу й після декількох годин відпочинку бригада рушила далі, аби вийти на захід від лінії ріки Ельби. В полудневих годинах налетіли радянські штурмовики, які бортовою зброєю унеможливили дальший марш. Серед вояків «Вільної України» були вбиті й поранені. Було багато побитих коней.

### Оточення бригади
7 травня 1945 у вечірніх годинах бригада досягнула лінію Ельби в районі Тетчев. Міст ушкоджений радянськими літаками. Вислано патрулі в тому районі шукати переправи. У Чехії повстання — роззброюють німців. Донесення від розвідки: Авсиґ в руках чеських повстанців. Бригада повертає знову на Тетчев. Німці кидають зброю. При мості на Ельбі, командир бригади видає наказ, аби сотнями, а де не можна, то роями, або одинцем прориватись до американців. Пробиватися до Ваймара. Іти зі зброєю, так довго, як можливо. Вже в ранніх годинах 8 травня 1945 стало відомим, що бригада оточена. На всіх дорогах, що провадили на Прагу, посувалися радянські танки і змоторизована піхота. Командир бригади, що
виїхав із розвідкою мотосотні вперед — відтятий від бригади. Вояки «Вільної України» від німців довідалися про цілковиту капітуляцію Німеччини. Положення, в якому опинилась бригада, — майже безнадійне. Треба було пройти понад 200 кілометрів тереном, зайнятим Червоною армією, з того половину Судетами, з чеським населенням, яке ворожо ставилось до всіх в німецьких уніформах. Ніхто не знав, де є американці.

## Капітуляція
Дороги були заповнені десятками тисяч німців, яких вели на схід, між ними, пов'язаними колючим дротом зі спеціальною вартою, — вели полонених вояків-українців, або калмиків. Вояки «Вільної України» вночі бездоріжжям пробиваються на захід. Доходять до американського кордону. Великі тисячі чекають на її відкриття, що має наступити після прибуття радянської місії. Вночі чутно стрілянину з кулеметів — під час затримки американцями нетерплячих. Є серед них поранені й забиті. Частині вояків «Вільної України» вдається потрапити до американської зони окупації. 25—30 % стану бригади пробилась до американців, решта попала до радянського полону, або загинула.